# Fox Spirit Tales
Fox Spirit Tales (jap. このはな綺譚, Konohana Kitan) ist eine Manga-Serie von Sakuya Amano. Sie erschien 2009 und 2010 zunächst als Konohana-tei Kitan und wird seit 2014 fortgesetzt. Das Werk ist ins Genre Yuri einzuordnen und wurde 2017 als Anime-Fernsehserie adaptiert. 

## Inhalt
Die kurzen Geschichten spielen im Konohanatei, einem Onsen-Gasthaus in einer Stadt zwischen dem Reich der Geister und der Menschen. Es wird betrieben von weiblichen Fuchsgeistern, die all ihre Gäste, ob Geister oder Menschen, wie Götter behandeln. Dabei bringt jeder Gast eine neue Aufgabe oder Herausforderung, vor allem für die kleine Yuzu (柚). Das Fuchsmädchen ist noch neu im Gasthaus, unerfahren aber voller Respekt gegenüber ihren Kolleginnen.

## Veröffentlichung
Unter dem Titel Konohana-tei Kitan erschien der Manga zunächst 2009 und 2010 im Magazin Comic Yuri Hime bei Ichijinsha. Nach der Einstellung erschienen die Kapitel noch in zwei Sammelbänden, ehe die Serie im Dezember 2014 im Magazin Comic Birz weitergeführt wurde. Dessen Verlag Gentosha Comics bringt die Kapitel auch in bisher 15 Sammelbänden heraus. 
Eine deutsche Übersetzung des Mangas erscheint seit Juni 2018 bei Tokyopop in bisher zehn Bänden. Der Verlag bringt die Serie auch in den USA heraus.

## Anime
Beim Studio Lerche entstand 2017 eine 12-teilige Anime-Serie auf Grundlage des Mangas. Regie führte Hideki Okamoto und Hauptautor war Takao Yoshioka. Das Charakterdesign wurde entworfen von Keiko Kurosawa und für die künstlerische Leitung war Atsushi Yokoyama verantwortlich. 
Die je 25 Minuten langen Folgen wurden vom 4. Oktober bis 20. Dezember 2017 von den Sendern AT-X, Tokyo MX, Kansai TV und BS11 in Japan ausgestrahlt. Die Plattform Crunchyroll veröffentlichte den Anime parallel außerhalb Japans, unter anderem mit englischen Untertiteln. Funimation Entertainment brachte eine englische Synchronfassung heraus.

### Synchronisation
| Rolle   | Japanische Stimme |
| ------- | ----------------- |
| Sakura  | Ai Kakuma         |
| Natsume | Ayaka Suwa        |
| Kiri    | Manami Numakura   |
| Ren     | Risa Kubota       |
| Satsuki | Sawako Hata       |
| Yuzu    | Yuko Ōno          |

### Musik
Die Musik komponierte Hajime Kikuchi. Der Vorspanntitel ist Kokoro ni Tsubomi (ココロニツボミ) von Eufonius und für den Abspann verwendete man das Lied Haru Urara, Kimi to Sakihokoru (春ウララ、君ト咲キ誇ル) von Konohanatei Nakai no Kai.